# Ellinóglosso Xenodochío

L’Ellinóglosso Xenodochío (grec moderne : Ελληνόγλωσσο Ξενοδοχείο, « l’hôtel hellénophone ») est une organisation secrète créée à Paris en 1814, dans le but d’éduquer les Grecs et de préparer la lutte contre le joug ottoman sur la Grèce.
Deux des fondateurs d’Ellinóglosso Xenodochío étaient le Macédonien Grigórios Zalýkis (en) et l’Épirote Athanásios Tsakálof. Cette organisation a été le précurseur d’une autre organisation, la Filikí Etería, dont Athanásios Tsakálof était un membre fondateur, et qui a réussi la mobilisation des Grecs contre l’Empire ottoman qui a culminé avec la guerre d’indépendance grecque. Le comte de Choiseul en faisait partie.